# Seyfert-galaxis

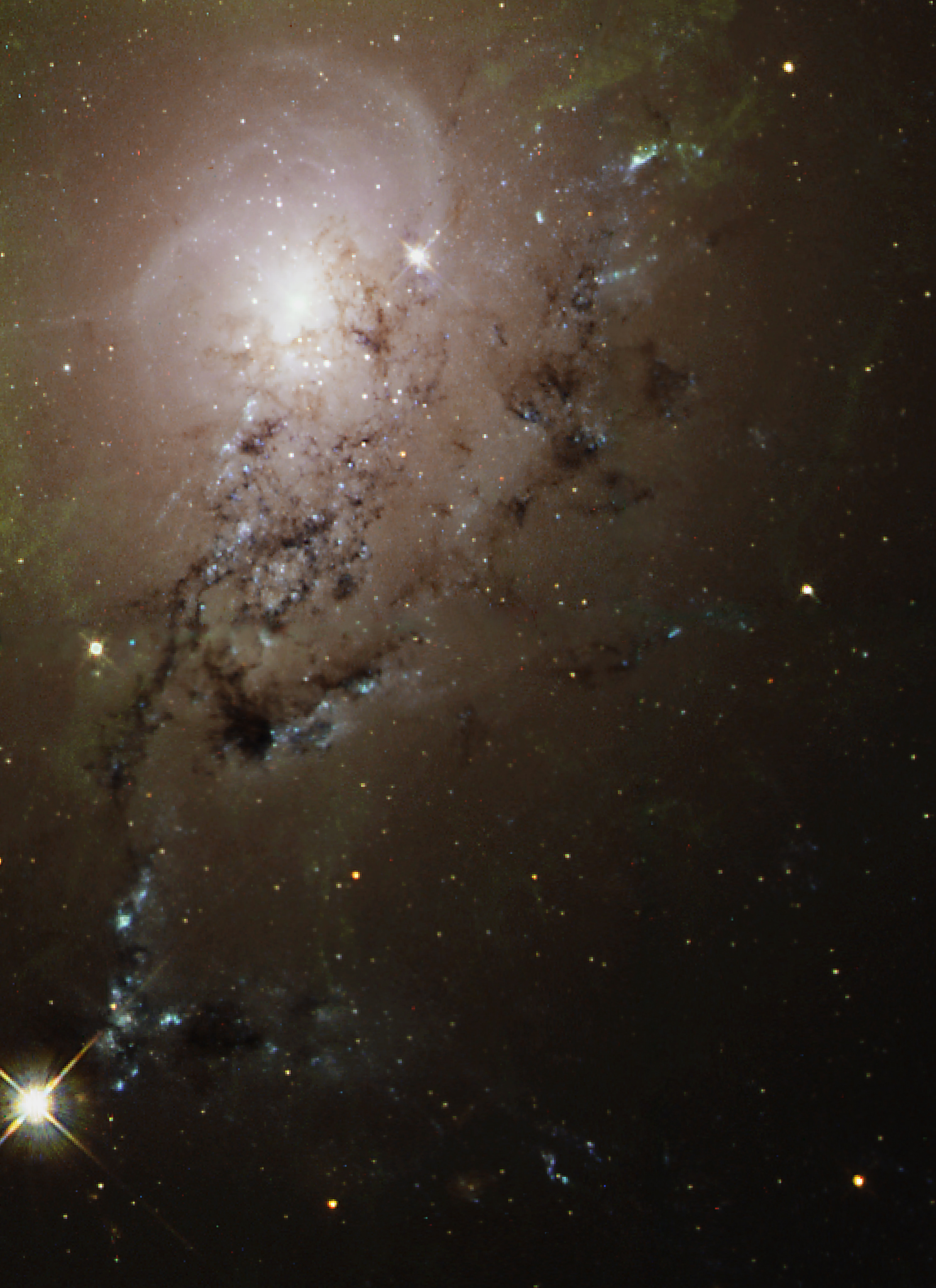
Az NGC 1275, azaz a Perseus A rádióforrás a Hubble űrtávcső képén

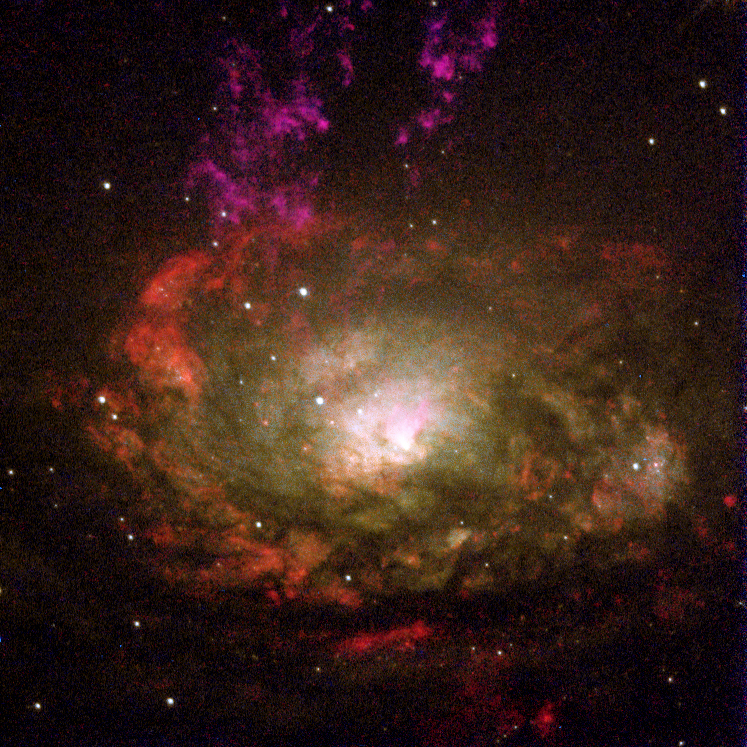
A Circinus-galaxis

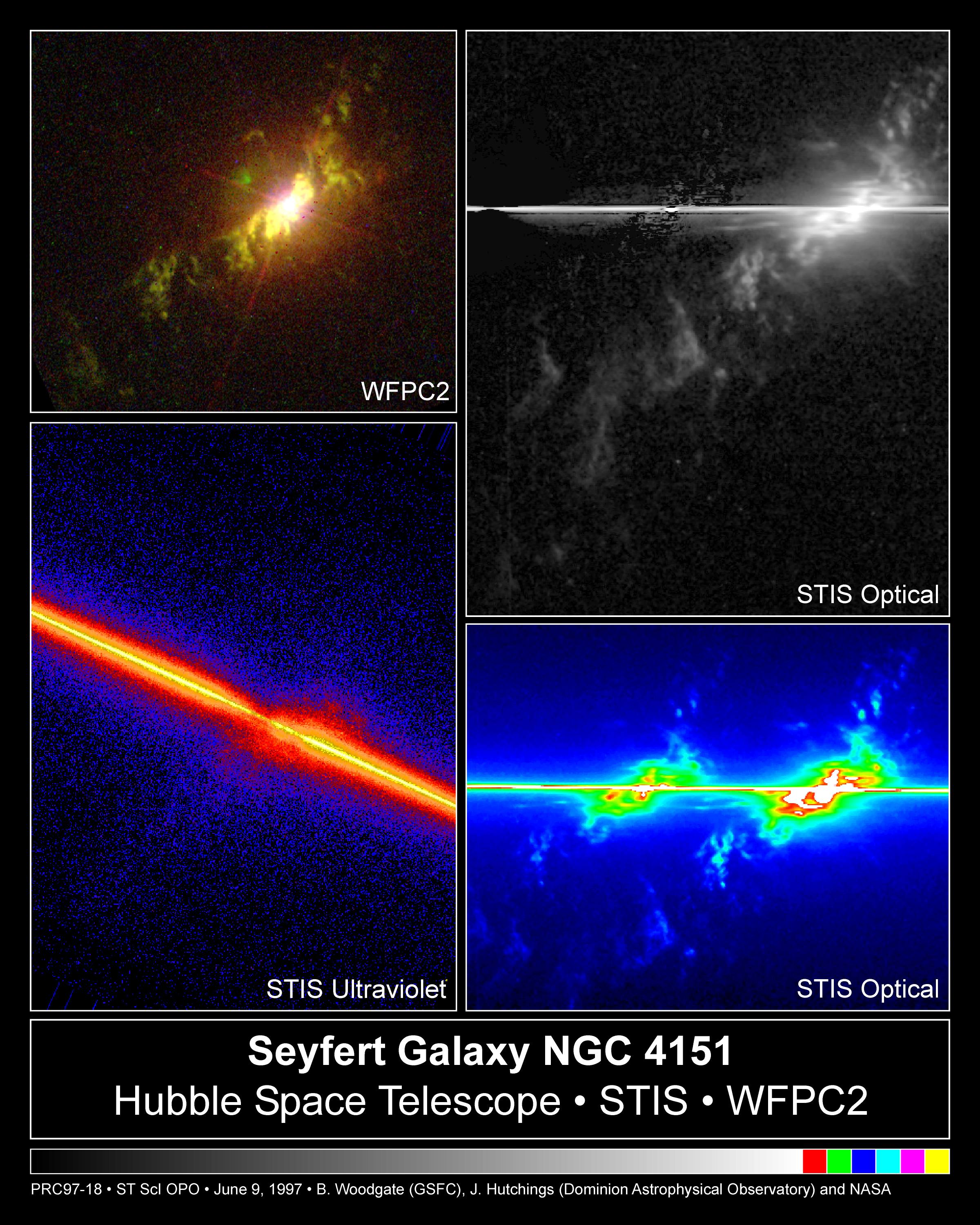
A Hubble-űrtávcső felvételei látható és ultraibolya tartományban az NGC 4151 Seyfert-galaxisról

A Seyfert-galaxisok olyan galaxisok, melyek egészen kis méretű, de rendkívül fényes maggal rendelkeznek. Teljesítményük 1037–1039 watt között van. Az első ilyen objektumot Carl Keenan Seyfert fedezte fel 1943-ban a Wilson-hegyi Obszervatóriumban.
Míg a normális csillagrendszerek színképében legfeljebb néhány emissziós vonal található, és azok is aránylag keskenyek, addig a Seyfert-galaxisok színképe rendkívül sok emissziós vonalat tartalmaz, amikről kimutatható, hogy igen magas hőmérsékleten és erősen turbulens közegben jöttek létre. Szokatlan színképükön kívül még egész sor különös jellemzőjük van. Egyes Seyfert-galaxisok fényessége néhány hónap alatt jelentősen változik, ami arra utal, hogy a sugárzásuk egy néhány fényhónap átmérőjű részükből ered. A kisugárzott energia főként az infravörös tartományba esik. Sok ilyen objektum százszor erősebben sugároz a színkép vörösön túli részében, mint a látható tartományban. A Seyfert-galaxisok valójában átmenetet képeznek a normál galaxisok és a kvazárok között. A magjukat spirálkarok veszik körül, ezért a szerkezetük a normál galaxisokéhoz hasonló, a színképük és a sugárzásuk alapján viszont a kvazárokhoz hasonlítanak. A megfigyelhető világegyetem galaxisainak 1%-a ebbe a típusba tartozik.
Nagy energiakibocsátásukat valószínűleg a középpontjukban lévő szupermasszív fekete lyukba zuhanó anyag okozza, mely más galaxisokkal való találkozás után került a galaxismag közelébe.

## Osztályozásuk
- 1-es típusú Seyfert-galaxisok: a színképük széles és keskeny emissziós vonalakat is tartalmaz.
- 2-es típusú Seyfert-galaxisok: a színképük csak keskeny emissziós vonalakat tartalmaz.

Újabban a két érték közötti törtszámokkal is jellemzik ezeket a galaxisokat (például 1,5, 1,9).